# Pas de trois

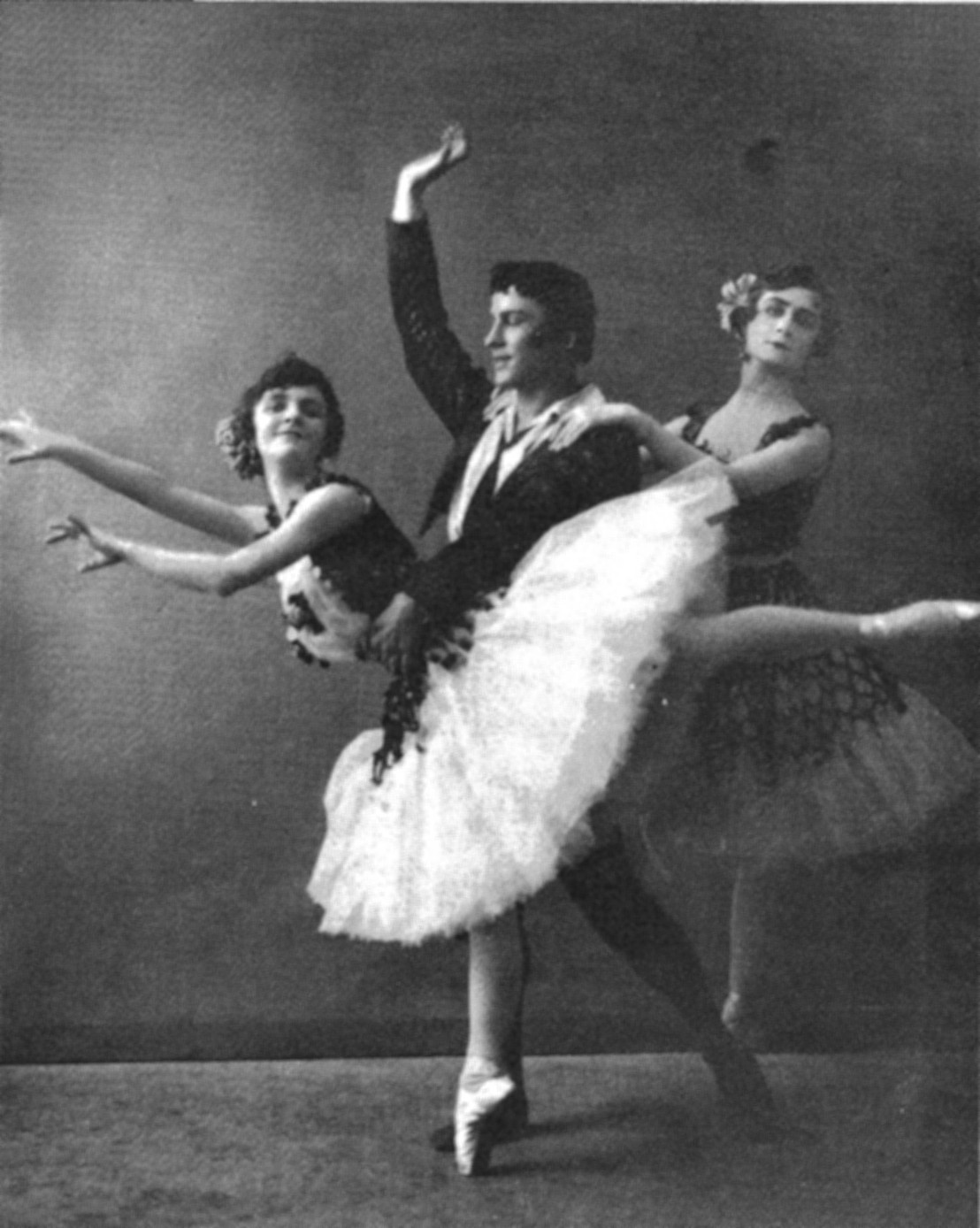
Mariinské divadlo, Petrohrad, Rusko, baletky Elizaveta Gerdt, Elsa Vill a tanečník Pierre Vladimirov v baletu Paquita tančí pas de trois, 1905.

Pas de trois je francouzský termín, který obvykle odkazuje na baletní tanec tří osob. Na rozdíl od pas de deux jej tančí přátelé hlavních postav nebo postavy z prostředí kolem nich. Může být součástí představení nebo i samostatnou formou.
Obvykle se skládá z pěti částí:
1. Entrée (úvodní číslo pro tři tančící, kterému obvykle předchází krátký úvod)
2. Variace (sólo prvního tanečníka)
3. Variace (sólo druhého tanečníka)
4. Variace (sólo třetího tanečníka)
5. Coda (finále obvykle zhudebněné v rychlém tempu, ve kterém tanečníci dovedou skladbu do velkolepého konce)

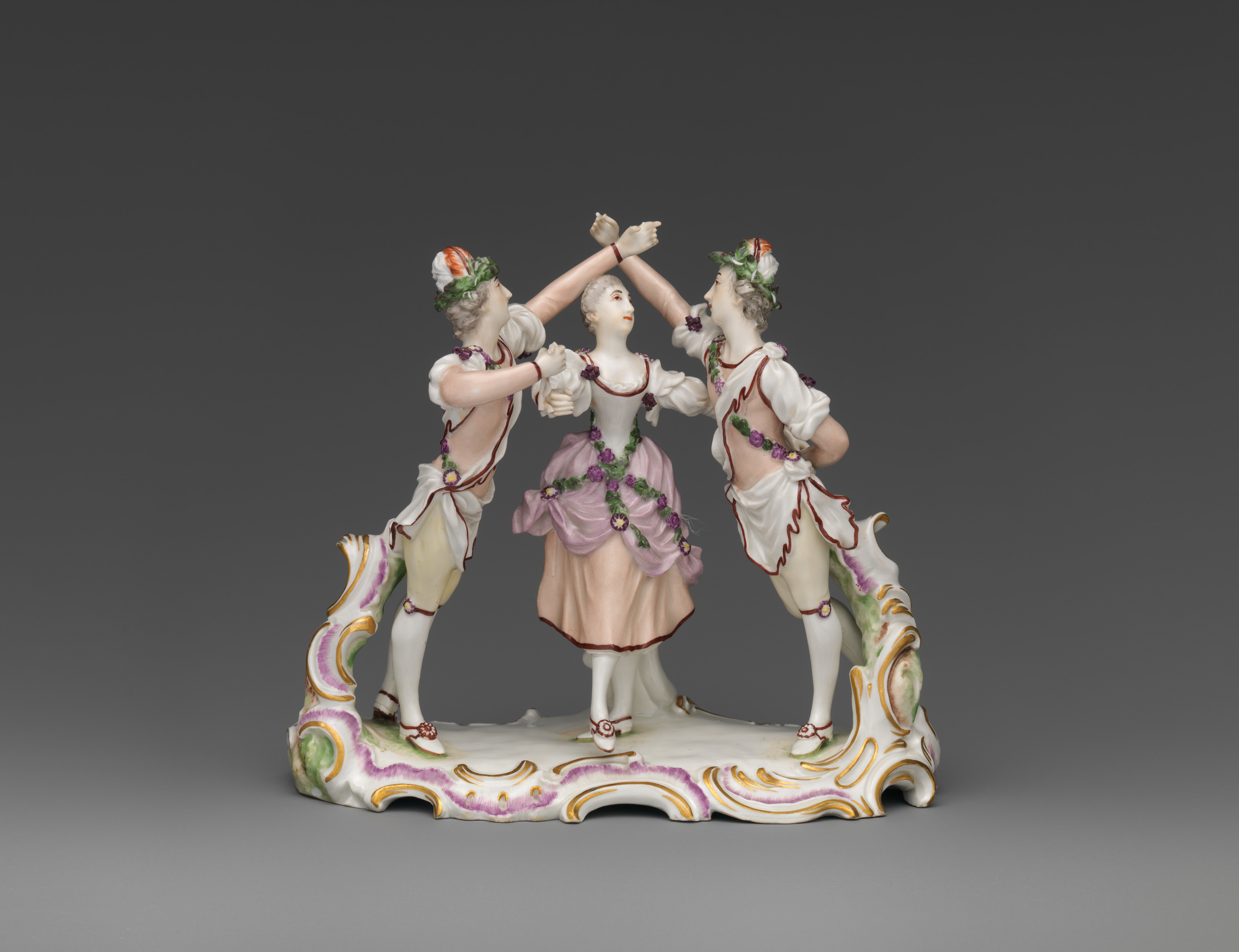
Pas-de-trois z ludwigsburského porcelánu, kolem 1763

Nejslavnější pas de trois v repertoáru klasického baletu vycházejí z děl skvělého choreografa Mariuse Petipy. Přestože tento baletní mistr vytvořil během své kariéry v Rusku pas de trois pro téměř 150 baletů, přežily pouze tři:
- Pas de trois des Odalisques z baletu Le Corsaire na hudbu Adolphe Adama a Cesare Pugniho s choreografií pro tři ženy
- Pas de trois baletu z roku 1881, Paquita, na hudbu Ludwiga Minkuse a Eduarda Deldeveze. Bývá označované jako Golden pas de trois nebo Minkus pas de trois s choreografií pro dvě ženy a jednoho muže
- Pas de trois z prvního dějství baletu Labutí jezero z roku 1895 s choreografií pro dvě ženy a jednoho muže

Entrée v pas de trois vytvořil Petipa obvykle tak, že tanečník, který předvádí první variaci, opouští jeviště asi ve třech čtvrtinách vystoupení, aby si odpočinul a připravil se na své sólo.
V moderním cirkusovém umění je pas de trois také jezdecké akrobatické číslo v podání tří jezdců na třech koních.